# 크리스토퍼 콜럼버스
크리스토퍼 콜럼버스(영어: Christopher Columbus 크리스터퍼 컬럼버스[*], 이탈리아어: Cristoforo Colombo 크리스토포로 콜롬보[*], 1451년 10월 31일 ~ 1506년 5월 20일)는 이탈리아 제노바 출신의 탐험가이자 항해가이다. 1492년에 스페인 왕실의 후원을 받아 서쪽 항로 개척에 나섰다가, 아메리카 대륙을 탐험하게 되었고, 결국에는 당대에 유럽인들이 알지 못했던 새로운 대륙이 있음을 알리는 역할을 하게 되었다.
콜럼버스는 죽을 때까지 자신이 탐험한 곳을 아시아라고 믿었으나, 총 4차례 아메리카 대륙 탐험을 통해 금광이나 향신료 등을 발견하지 못했기 때문에 아시아라는 것을 증명하지는 못했다. 한때는 최초로 신대륙을 발견한 영웅으로 평가되기도 했다. 그러나 원주민에게 고문과 학살 등 잔혹 행위를 일삼았다는 것이 밝혀지면서 오늘날 그에 대한 평가는 극명하게 엇갈리고 있다.
콜럼버스의 1차 항해 이후 스페인과 포르투갈 사이에 영토분쟁이 벌어졌는데, 이는 콜럼버스가 항해중에 알카소바스 조약(1479)을 위반했기 때문이다. 양측은 토르데시야스 조약(1494)과 사라고사 조약(1529)을 체결하여 분쟁을 해결했다.
콜럼버스에 대한 연구는 이미 서양 사학계에 활발히 진행된 바가 있고, 편지 등 새로 발견된 자료들로 인해 많은 사실이 밝혀져 있다. 이들 연구에 따르면, 콜럼버스는 부귀공명의 세속적 욕망과 성경상 동방에 있다는 낙원(혹은 새예루살렘)을 찾고자 한 종교적 소명 의식 등 복합적인 열망을 품고 위험한 탐험에 4차례나 나섰다고 한다. 또한 그는 자신이 만난 아메리카 원주민들이 거의 나체에 가까운 모습이었고, 이는 아담과 하와가 에덴에서 벗은 채로 생활했다는 창세기 기록을 근거로 하여, 실제 자신이 3차 항해에서 탐험한 곳의 일부를 동방의 에덴 동산이라고 믿기도 했다.
한편, 그의 탐험 이후 감자와 카사바 등의 작물들이 유럽과 아시아에 전래되면서 인류는 기아의 공포에서 벗어날 수 있었으며, 아메리카 대륙의 존재를 유럽에 알려 향후 역사의 흐름에 큰 영향을 주었다.

## 어린 시절
제노바에서 직조공이자 상인이었던 도메니코(Domenixo)와 수산나 폰타나로사 사이에서 4남 1녀중에 장남으로 태어났다. 가난한 집안에서 태어난 탓에 교육을 잘 받지 못하였고 직조공으로 일하다가 지중해에서 선원으로 활동하였다.
포르투갈로 이주한 경위는 불확실하다. 포르투갈에서 활동하며 그곳에서 결혼까지 했다. 이 시기에 신항로 개척에 대한 계획을 구상하기 시작한다.

## 탐험 후원자 물색

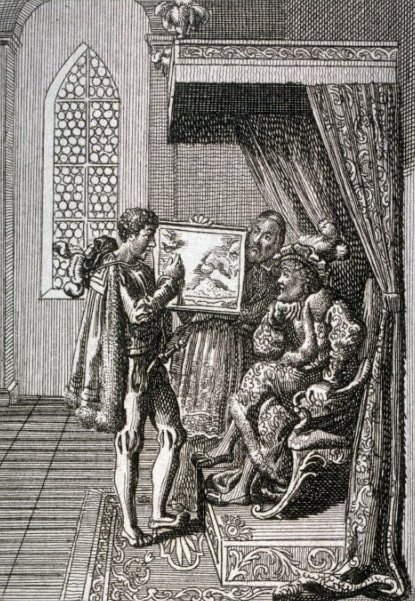
주앙 2세에게 탐험을 제안하는 콜럼버스

중세 유럽인들은 지구가 구형이라는 사실은 알고 있었으며 대서양을 건너서 서쪽으로 계속 항해하면 아시아가 나올 것이라 생각했다. 다만 유럽에서 아시아까지 가는 거리가 너무 멀었기 때문에 실현 가능성이 너무 낮다고 판단했다. 실제 탐험에 나선 이들도 있었다. 콜럼버스의 시도가 있기 200년 전인 1291년에 비발디(Vivaldi) 형제가 서회항로 개척을 시도했으나 실패하였다.
콜럼버스는 항해거리에 대한 계산 오류로 서회항로 개척이 가능하다고 판단했다. 그는 일반적으로 통용되던 지구의 둘레 값인 에라토스테네스의 계산결과를 사용하지 않았다. 대신 9세기 압바스 왕조의 천문학자 알프라가누스의 값을 사용했다. 이 과정에서 아랍 마일로 적혀있던 알프라가누스의 계산결과를 로마 마일로 잘못 이해한 콜럼버스는 지구의 둘레를 실제의 3/4 정도로 생각했다. 거기다 당시 유럽에는 아시아의 정확한 크기를 측정한 자료가 없었기 때문에 일본의 위치를 실제보다 14,000km 이상 가깝다고 보았다.
1485년 포르투갈의 왕 주앙 2세에게 서회항로 탐험을 제안하였다. 콜럼버스의 계획에 대해 전문가로 구성된 검토위원회가 열렸고 콜럼버스도 참가하여 토론을 벌였다. 토론내용에 대한 기록은 남아 있지 않다. 다만 여러 가지를 추정해볼 수 있다. 가장 먼저 콜럼버스는 지구의 둘레를 너무 작게 보았기에 그가 계산한 항해거리가 너무 짧다는 것에 대한 과학적 공방이 있었을것 같다. 또한 포르투갈은 1482년에 콩고강까지 탐사가 이미 이루어져 아프리카 남단 경유에 대한 많은 항해정보를 가지고 있었다. 그 밖에도 바람, 조류등 항해정보가 절대적으로 부족한 대서양 횡단보다는 아프리카 남단을 경유하는 경로는 여러 가지 장점이 있었다. 당대에는 추가 보급없이 연속 항해 가능한 일수가 약 6~9주정도였다. 냉장기술이 없었으므로 음식물과 물의 중간 보급은 절대적인 요소에 속했다. 또한 연안 항해는 선박에 문제가 발생했을 경우에 신속히 육지로 이동할 수 있는 장점등이 있었다. 결국, 아프리카 서해안 탐사와 동방무역항로 개척을 준비 중이던 주앙 2세가 거절하였다.
콜럼버스는 새로운 후원자를 물색하기 위해 스페인으로 갔다. 아내마저 죽은 상황에서 포르투갈에 머무를 이유가 없었다. 당시 스페인은 카스티야 여왕 이사벨 1세와 아라곤 왕 페르난도 2세가 공동 통치하고 있었다. 정치, 지리, 종교적 통일을 이룩하고 국가의 비상을 꾀하던 이사벨과 페르난도 부부는 해외 진출에 관심을 갖고 있었다. 하지만, 콜럼버스의 제안은 국왕에게 전해지기도 전에 왕실위원회에서 기각되었다. 콜럼버스는 포기하지 않고 1486년 1월에 직접 국왕을 알현할 기회를 얻어 직접 제안을 올렸다. 왕명으로 특별조사위원회가 열렸으나 가능성이 적다는 결론이 내려졌다.
위원회의 결론에도 불구하고 두 부부 국왕은 최종 결정을 뒤로 미루었다. 지난 알카소바스 조약(1479)이 후 아프리카 지역과의 무역이 중단된 상태에서 새로운 돌파구가 필요한 상황이었고 이웃국가인 포르투갈과의 경쟁에서 뒤쳐질 수 만은 없었기 때문이다. 그렇다고 레콩키스타에 집중하느라 왕실 재정 상황도 좋지 못했기에 가능성이 낮은 사업에 섣불리 투자할 수도 없었다. 콜럼버스는 그 즈음 포르투갈의 주앙 2세로 부터 받은 편지를 국왕 부부에게 보여주며 재차 설득을 시도했고 주변의 명망있는 대귀족들과도 접촉하여 서회항로 개척사업의 후원을 제안하기도 했다. 특히 동생을 영국의 헨리 7세에게 보내어 사업을 제안하기도 했다. 프랑스 왕실과도 접촉을 했던 것으로 보인다.
콜럼버스의 노력에도 불구하고 큰 진전없이 지루한 6년이라는 시간이 흘렸고 그 사이 1488년에 포르투갈의 바르톨로뮤 디아스가 아프리카 대륙의 서남단에 있는 희망봉을 발견하고 귀국하는 사건이 있었다. 이에 자극을 받은 스페인에서는 다시 검토위원회가 열렸으나 사업성이 없는 것으로 결론이 내려졌다. 그러나 사업비용이 그리 크지 않으며, 만일 성공할 경우 엄청난 이익을 얻을 수 있다는 점, 혹여 경쟁국가에서 서회항로를 개척할 경우에 큰 손해라는 점 등을 궁정 관료들이 거론하자 고민하던 이사벨 1세가 사업추진을 전격적으로 결정하였다. 콜럼버스는 "제독 작위, 발견한 땅을 다스리는 총독 지위, 얻은 총 수익의 10분의 1"등을 조건으로 제시하였고, 1492년 4월 30일에 최종적으로 계약이 체결되었다.

## 탐험과 항해

콜럼버스의 항해경로

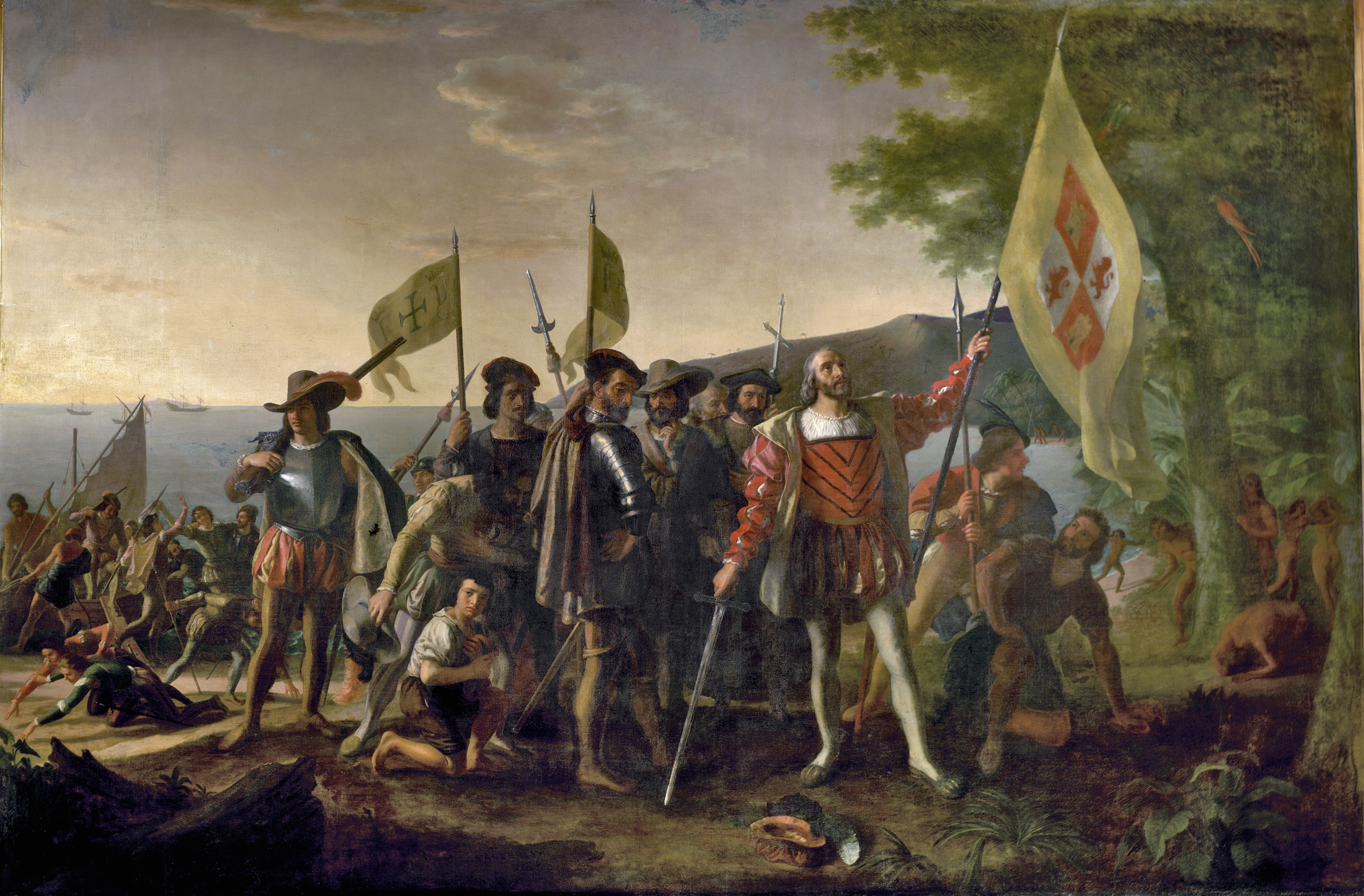
산살바드로에 상륙한 탐험대

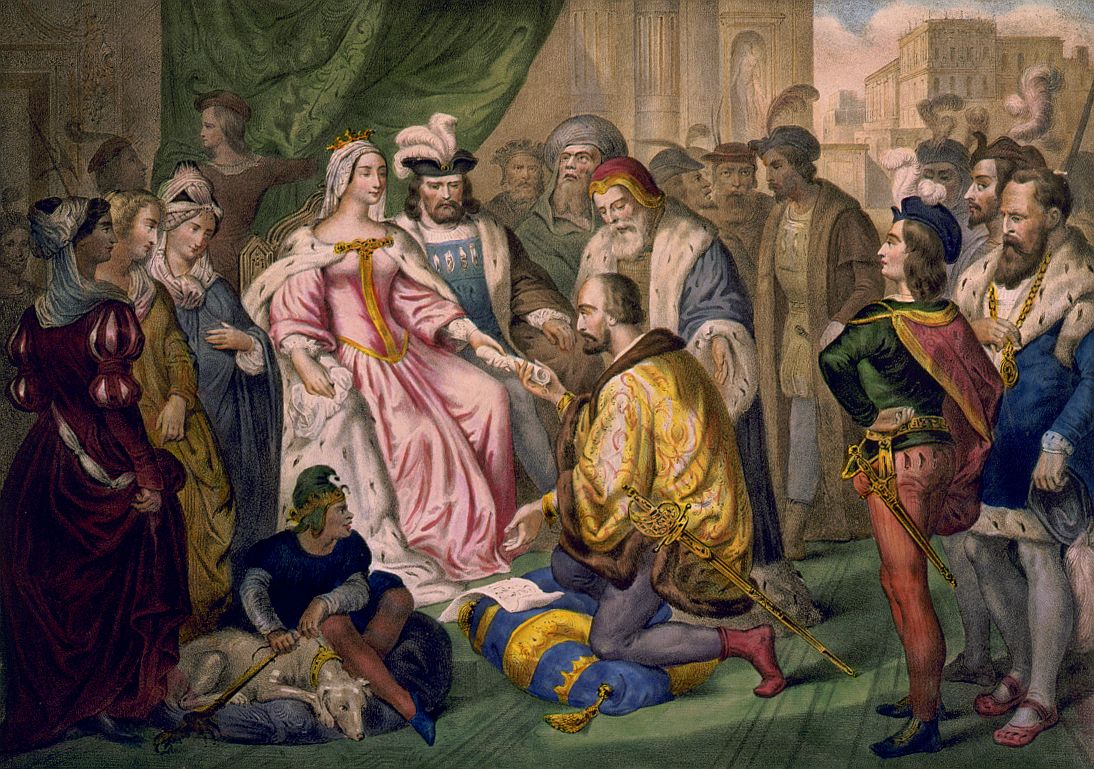
여왕을 알현하는 콜럼버스

### 제1차 항해 (1492년 ~ 1493년)
1492년 8월 3일 금요일, 산타마리아호(기함), 니야호, 핀차호, 3척을 이끌고 팔로스 항을 떠나 일주일만에 카나리아 제도에 도착하였다. 카나리아 제도에서 약 한달을 머물며 추가 보급을 받고 선박을 수리하였다. 9월 8일 카나리아 제도를 출발하여 서쪽으로 향했는데, 항해를 시작한지 한달이 지났음에도 불구하고 육지가 보이지 않자 선원들이 귀항을 주장하며 반란에 가까운 사태가 벌어졌다. 2-3일 더 항해해 보자고 설득한 끝에 항해를 이어갈 수 있었다. 아직 섬은 발견되지 않았으나 이미 바닷물에 육지에서 흘러 내려온 것으로 보이는 나무 등이 보여 육지 발견 조짐이 있었기 때문이다. 드디어 카나리아를 떠나 항해한지 33일만인 10월 12일 새벽에 섬을 발견하였다.
탐험대는 육지에 상륙하여 원주민들이 과나하니라고 부르는 섬을 산살바도르(San Salvador, 구세주)라고 명명하고는 스페인 왕의 영토임을 선언하였다. 콜럼버스는 도착한 곳이 아시아의 일부라고 생각했다. 이후 쿠바, 에스파뇰라섬을 탐험하여 금광과 향신료 산지를 찾았으나 발견하지는 못했다. 다만 그곳을 인도의 일부라고 생각하고 원주민을 인디오(indio)라 칭하였다. 12월 24일에 기함인 산타마리아호가 좌초되며 파손되는 사고가 발생하자 배를 버리고 니야호와 핀차호만을 가지고 탐험을 이어나갔다.
3개월이 넘게 지속된 탐험에도 원하던 금과 향신료를 찾지 못했으나 식량이 떨어져가고 피로가 누적되어 항로개척이라는 성과에 만족해야만 했다. 1493년 1월부터 귀국 준비에 들어갔다. 에스파뇰라섬에 요새를 건설하고 약 40명의 선원을 현지에 남긴 후에 순풍이 불기 시작한 2월에 니냐호와 핀차호를 이끌고 귀국길에 올랐다. 귀환 항해는 순탄치 못했다. 섬에서 실은 고구마가 요긴한 식량이 되기는 했으나 식량부족으로 돌고래나 상어를 잡아 먹어야 했다.
또한 항해초와는 달리 역풍을 만나 고생하였고, 두 차례의 큰 폭풍도 만났는데, 첫 폭풍은 아조레스 제도로 피난하여 모면하였다. 유럽대륙에 도착을 앞두고 만난 두번째 큰 폭풍에 떠밀린 콜럼버스의 배는 스페인으로 바로 가지 못한채 폭풍을 피해 어쩔수 없이 급히 포르투갈의 리스본에 입항할 수 밖에 없었다. 이때 포르투갈의 주앙 2세를 만나 탐험결과에 대해 대화를 나누기도 했다. 이때 주앙 2세는 스페인 탐험대의 알카소바스 조약(1479) 위반사실을 인지하고 스페인에 항의하여 양측간에 영토분쟁이 벌어졌고 1494년에 토르데시야스 조약이라는 세로운 조약을 체결하기도 했다.
1493년 3월 13일에 스페인 팔로스 항에 입항함으로 1차항해를 마쳤다. 3월 31일에 콜럼버스 일행은 세비야로 이동하였고 대단한 환영을 받았다. 아메리카 대륙에서 끌고간 7명의 인디오와 녹색 앵무새는 어디를 가든지 대중의 관심을 끌었다. 4월에는 바르셀로나에 머무르고 있던 이사벨 1세 여왕과 페르난도 2세 왕을 만나 직접 탐험 결과를 설명하고 정리한 항해일지를 탐사 보고서로서 바쳤다.

### 제2차 항해 (1493년 ~ 1496년)

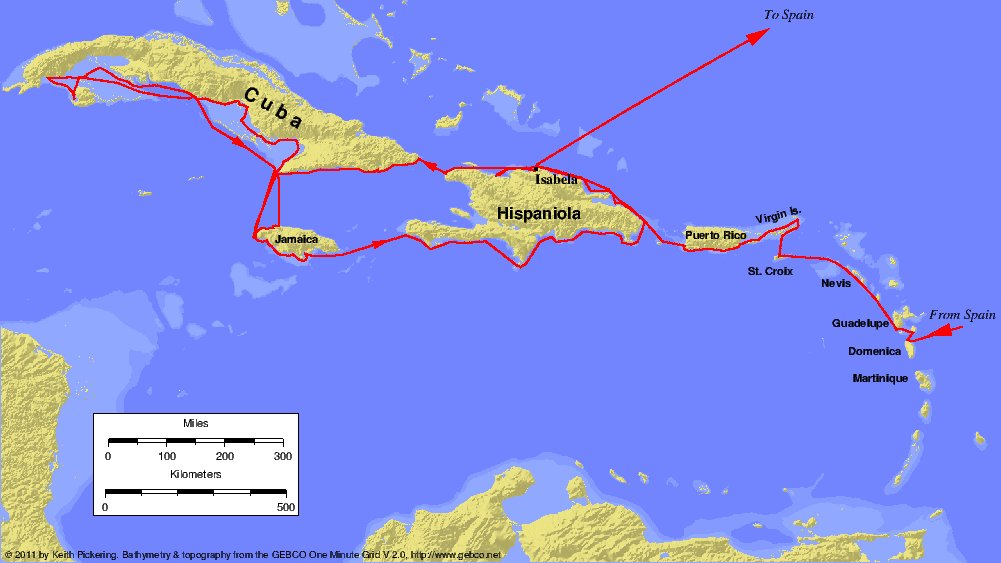
2차 항해중에 탐사 지역

1차항해 이후 콜럼버스는 가급적 빨리 다시 탐험을 떠나기 원했고 2달만에 왕명으로 선단을 꾸리기 시작했다. 1493년 9월 25일에 출발한 2차항해는 콜럼버스의 선전에 따라 금을 찾으러 가는 사람이 대부분이었는데, 1,200명이 참가하였으며 17척 대선단을 꾸렸다. 항해에는 농부와 장인 그리고 가축과 각종 종자를 실었다. 카나리아 제도를 경유한 선단은 11월 3일에 서인도 제도에 도착하였다. 그러나 1차항해때 히스파니올라에 남겨 두었던 식민지 개척자들은 모두 사망하고 없었다. 원주민들의 전언으로는 이웃 부족들이 쳐들어와서 전투가 있었다고 했다.
콜럼버스는 원주민들의 말을 신뢰하지는 않았으나 우선 식민지 요새인 이사벨라 시 건설을 서둘렀다. 식민지 총독으로서 스페인에서 건너온 경영자에게 토지를 분할해 주었고 원주민들을 경작과 금 채굴에 강제 동원했다. 그러나 금의 산출량이 보잘것없자, 원주민을 살육,성폭행하고 노예로 만들면서 학대하기 시작했다. 사냥개를 풀어서 도망친 원주민들을 물어뜯게 하는 만행도 자행하였다.
이사벨라 요새가 어느 정도 안정되어가자 1494년 4월부터 9월까지 쿠바와 자메이카 해안 지역을 탐사하였다. 보급품을 요청하는 연락선을 통해 금과 향신료가 많다고 중간 보고를 하였으나 실상은 이와 달랐으며, 스페인 왕실이 반대했음에도 생포한 원주민 노예들을 스페인으로 송출했다. 1494년 6월 24일에는 동생 바르톨로메가 보급선과 함께 에스파뇰라에 들어왔다. 금은 원주민으로부터 약탈한 것, 채취한 사금 등 소량만 발견되었고 식민지 통치에는 무능력함을 들어냈다. 1496년 6월 11일에 귀국했는데, 중간보고서와는 달리 특별한 성과가 없자 크게 문책을 당했고 왕실로부터 신뢰도 잃게 되었다.

### 제3차 항해 (1498년~1500년)

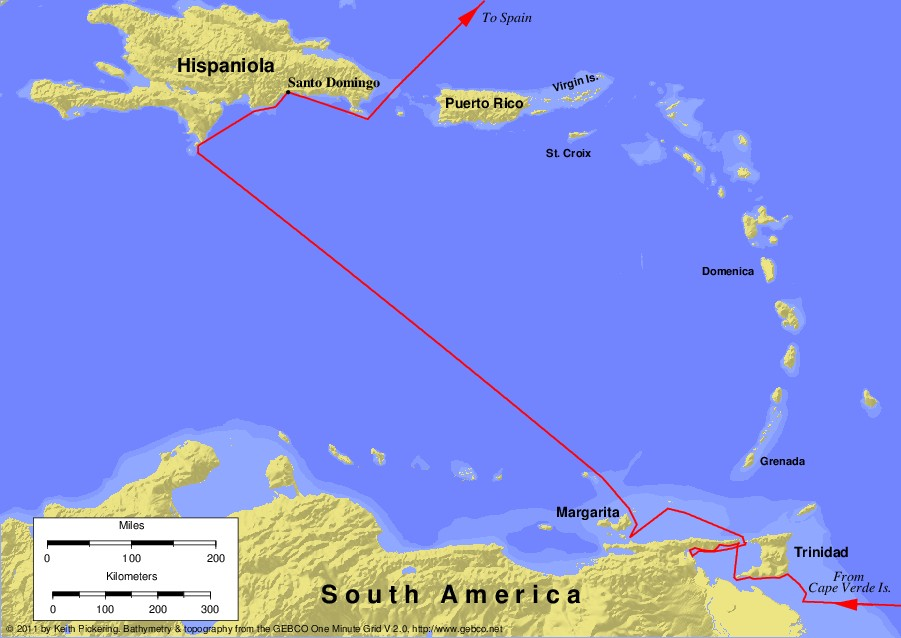
3차 항해중에 탐사 지역

제3차 항해에는 칼데아 신아람어와 히브리어에 능통한 선원 두 명을 데리고 갔다. 목적지인 남아시아에 다다르면 에덴동산의 거주자들이 이 두 언어를 쓸 가능성이 가장 높다고 생각했기 때문이다. 또한 이번 항해에는 반드시 금을 찾고자 먼저 적도부근으로 내려간 후 아메리카 대륙으로 가는 것으로 항로를 정했다. 이런 결정을 콜럼버스가 내린 이유는 당대의 유럽인들은 강렬한 태양에 의해 금이 생성되며 따라서 적도 부근에 금이 많다고 생각했기 때문이다. 그러나 이런 항로는 적도부근의 무풍지대에 진입할 수 있기 때문에 범선항해에 있어서 매우 위험한 계획이었다. 무모한 항로선택으로 탐험대는 무풍지대(無風地帶)에 들어서게 되어 위험에 빠졌으나 다행히 이상기후로 인해 발생한 폭풍우로 무풍지대를 벗어날 수 있었다.
남미대륙으로 항해 끝에 트리니다드 토바고와 오리노코강 하구(河口)를 발견하였다. 콜럼버스는 오리노코강 하구를 에덴동산의 관문이라고 착각했다. 하지만 신의 명으로 불꽃의 검을 들고 그곳을 지키는 케루빔이 자신의 배들을 공격하지 않을까 두려운 마음에 그 강을 거슬러 올라가지는 않았다. 항해 도중, 히스파니올라에서 내부 반란이 일어났는데, 이를 알게 된 왕이 파견한 조사관에 의해 콜럼버스는 체포되어 쇠사슬로 묶인채 스페인으로 송환되는 굴욕을 당했다.

### 제4차 항해 (1502년~1504년)

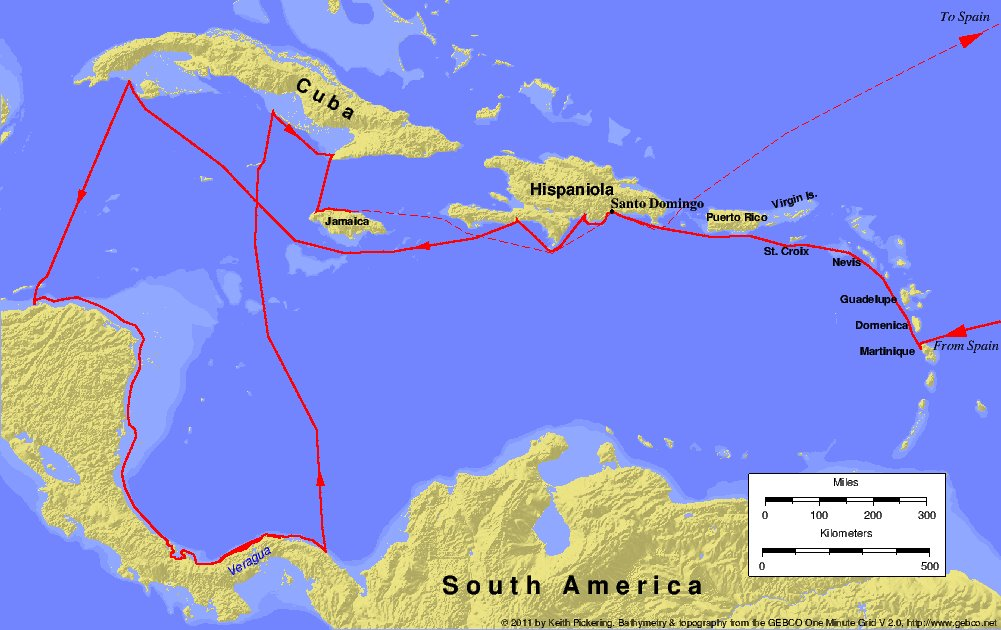
4차 항해중에 탐사지역

1502년 4월에 네 척의 카라벨선에 135명의 선원과 함께 출발했다. 선원중에는 그의 친 동생 바르톨메오(Bartolomeo)가 포함되어 있었고 14살이 된 콜럼버스의 둘째 아들 페르난도를 비롯한 어린아이들도 있었다. 선단의 규모는 같은해 2월에 먼저 출발한 오반도(Ovando)의 선단과 비교할 때 상대적으로 규모가 적고 초라했다. 국왕에 의해 새로운 총독으로 임명된 오반도(Ovando)는 32척의 배와 2,500명의 선원을 이끌고 출발했기 때문이다. 4차 항해 허가는 바스쿠 다가마의 성공에 자극받은 것으로 보이나, 그 사정은 명백하지 않다.
모로코를 거쳐 6월 15일, 마르티니크(Martinique)에 도착한 후 머물던 중에 허리케인이 다가오는 것을 인지하고 피난처를 찾기 위해 서쪽으로 항해했다. 산토도밍고에 도착했지만 신임 총독 오반도(Ovando)가 입항을 불허하여 리오 자이나 강 어귀에 정박할 수밖에 없었으나 다행히 큰 피해를 입지는 않았다. 그러나 콜럼버스의 허리케인에 대한 경고에도 불구하고 이를 무시하고 총독 오반도(Ovando)가 보낸 20척의 귀국 함선은 폭풍을 만나 거의 대부분이 침몰하고 말았다. 이후 자메이카에 잠시 머물다가 중앙아메리카로 항해하여 7월 30일 온두라스 해안에 도착했다.
온두라스, 니카라과, 코스타리카의 해안을 탐험하며 두 달을 보냈다. 니카라과 해안을 따라 남쪽으로 항해하여 10월 5일 파나마의 알미란테 만으로 통하는 해협을 발견했다. 1503년 6월에 쿠바 해안에서 폭풍을 만났고 자메이카 섬에 좌초된 후 고립된 생활이 시작되었다. 선원들과 여러 차례 노력끝에 200km나 떨어진 히스파니올라섬과 연락이 닿아 구조요청을 하였으나 총독은 콜럼버스 일행의 구조에 대해 소극적이었기 때문에 조난생활 1년만인 1504년 6월이 되어서야 구조되어 자메이카를 빠져나올 수 있었다. 1504년 11월 7일에 스페인으로 귀국하며 마지막 항해를 마쳤으나 이번에도 금광이나 향신료를 발견하지 못했고 특별한 성과를 올리지 못했다.

## 말년과 사망

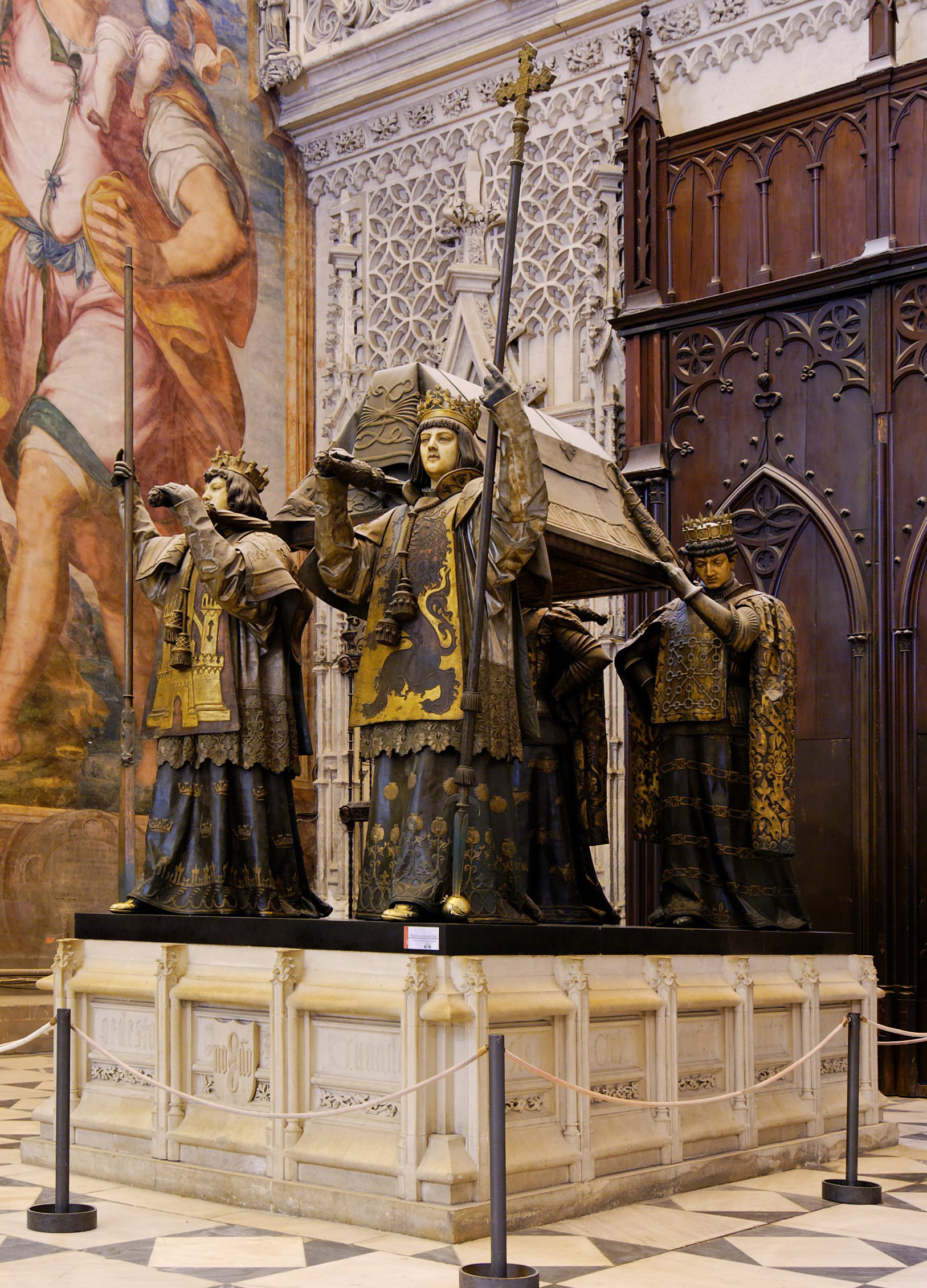
세비야 대성당의 무덤

1504년 11월 26일에 콜럼버스의 후원자였던 이사벨 1세 여왕이 죽은 뒤 그의 지위는 더욱 하락하고 처우도 나빠졌다. 콜럼버스는 자신의 지위 향상과 처우개선을 왕실에 끓임없이 요청했으나 좋은 결과를 얻지는 못했다. 말년에 찌든 가난속에 궁핍하게 지낸 것은 아니지만 명예회복을 하고자 했던 것이다.
또한 《예언서》라는 책 집필에 전념하였다. 미완성으로 남아있으나 책에 내용에 따르면, 콜럼버스는 당시 인류역사가 마지막 때에 들어서 있으며 성경에 언급된 '솔로몬의 금광'을 신의 선택을 받은 자신이 아시아에서 찾아서, 이 자금으로 십자군을 조직하고 '새로운 다윗'과 함께 이슬람을 물리쳐야 한다고 주장하였다. 아울러 1656년이 종말의 해가 될 것 이라고도 하였다.
1506년 5월 20일 바야돌리드에서 사망하였다. 사망 전에 그는 자신의 전 재산을 장남 디에고에게 물려준다는 유언장에 서명하였다. 또한 사망할 때까지 그는 자신이 탐험했던 땅이 인도나 아시아의 일부라고 믿었다. 세비야 대성당에는 콜럼버스의 시신이 안치된 거대한 묘가 조성되어 있다. 그런데 콜럼버스 시신을 서인도 제도에 묻어달라는 후손의 희망에 따라 시신이 대서양을 오고 간 적이 있다. 후일 도미니카 공화국 산토도밍고에서 콜럼버스의 시신으로 보이는 흔적이 발견되어서 산토도밍고 측에서는 이것이 진짜 콜럼버스의 시체라며 '콜럼버스의 등대' 아래 안치했다고 한다.

## 항해록과 자료들
1차 항해를 마치고 귀국한 콜럼버스는 항해일지를 정리하여 국왕에게 바쳤으며 자신도 필사본을 한 부 소장하였다. 그러나 현재 원본과 필사본은 모두 존재하지 않는다. 다만 현존하는 《콜럼버스 항해록》은 라스카사스 신부가 1530년 경에 원본을 보고 발췌, 요약한 축약본이다. 이 축약본은 1790년경에 스페인의 역사가 나바레테에 의해 인판타도 공작 도서관에서 발견되었다. 발견직후 진위여부에 대해 여러 논란이 있었다. 그러나 당대의 다른 기록들(서한, 왕실문서), 문법, 철자등을 중복, 교차 검증하며 연구한 학자들이 내린 결론은 원본을 보고 요약한 것이 분명하고 필적 또한 라스카사스 신부의 것과 일치함으로 진본이라는 것이다.
라스카사스 신부는 원본을 그대로 옮기지 않고 일부에 대하여 수정을 가했고 자신의 생각과 평가를 첨가하였다. 원본의 내용이 훼손되었으나 콜럼버스가 작성한 원본이 전해지지 않고 있기 때문에 콜럼버스의 1차 항해를 파악하는데 귀중한 자료로 활용되고 있다. 1차 항해에 참가한 총 승선인원은 90명이라는 것이 정설이며, 그중에 외국인은 3명으로 이탈리아인 2명, 포루투갈인 1명이다.
추가로 진행된 3차례의 항해에 대한 일지 역시 현존하지는 않으나 콜럼버스가 쓴 여러통의 편지나 4차 항해에 동행했던 둘째 아들의 기록 등이 남아 있다. 또한 콜럼버스가 직접 쓴 《예언서》, 비망록 등이 있으며 그가 독학하며 소장했던 책들 중 상당수가 남아있다. 책에는 많은 주석들을 직접 적어넣었기 때문에 콜럼버스나 그의 항해에 대한 연구에 자료로 사용되고 있다.

## 평가

### 긍정적 평가
탐험과 발견으로 인하여 아메리카 대륙이 비로소 유럽인의 활동 무대가 되었고, 현재의 미국(United States of America)이 탄생할 수 있었던 근본적인 토대가 생길 수 있었다는 점에서 중요한 역사적 의의를 지니고 있다. 서양인의 관점에서 볼때 역사의 무대를 전 지구로 확장하는 계기가 되는 중요한 사건이기는 하다. 또한 지중해 중심이던 서양역사가 대서양 중심으로 전환되기도 했다. 서양인들은 자신들이 사는 세계가 더 큰 세계의 일부라는 것을 깨닫게 되었다.
콜럼버스의 사후에도 개척열기가 이어지며 아메리카 대륙에 서양문명을 이룩하게 되었다. 거대한 신대륙의 발견과 대서양보다 훨씬 더 넓은 태평양의 존재를 알게되는 등 당대의 지식인들에게 놀라운 지적 자극이 되어 전통적으로 '주어진 것'에 회의를 품게 되었고, 고전적 권위에 대한 존경이 사라지고 지식인들의 사고의 문을 넓혀주었다.
중세의 지식인들은 지구가 구형이란 사실을 알고 있었기 때문에 서회항로가 가능하다고 판단했다. 콜럼버스만 유별난 사고를 한 것이 결코 아니다. 다만 콜럼버스는 이를 체계화하고 실행에 옮겨 그것을 달성했다는 점에서 긍정적인 평가를 내릴 수 있겠다. 그의 집요한 노력 덕분에 세계사는 새로운 방향으로 나아가게 된 것이다. 물론 이 또한 아시아까지 항해 거리를 잘못 계산한 덕분이기는 하다.
당시에 항해 기술의 수준으로 볼 때, 미개척 지역에 대한 원양항해 탐험이란 지극히 위험한 행위에 속했다. 단순히 큰 돈을 벌고 신분상승을 갈망했다고 해도 목숨을 걸고 원양 항해를 할 수는 없는 일이다. 이런 점으로 볼 때 콜럼버스의 항해는 어느 정도는 확고한 종교적 사명의식이 있었던 것으로 보인다.

### 부정적 평가

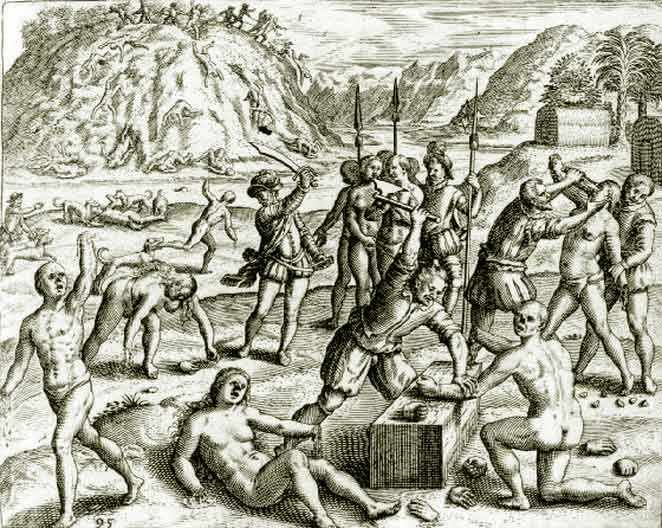
인디오를 학살하는 탐험가들

19세기까지만 해도 사람들은 콜럼버스를 영웅으로 보았다. 그러나 20세기 들어 그에 대한 심도있는 연구가 진행되면서 오늘날에 이르러 그는 화풀이를받는 대상이 되고 말았다. 콜럼버스가 아메리카 식민지를 통치하며 원주민을 노예로 삼고, 고문 등 잔혹 행위를 일삼은 사실이 역사적 고증으로 밝혀졌기 때문이다. 따라서 콜럼버스 데이에 반대하는 운동이 미 전역에서 벌어지기도 했다. 최근 몇년 사이 미국의 주요 도시와 주(州)에서는 콜럼버스 데이를 '원주민의 날'로 바꾸기까지 했다.
콜럼버스는 말년에 그가 집필한 《예언서》라는 책을 통하여 자신의 업적은 인류 구원의 조력자로서 숭고한 행위라고 종교적 의미를 부여하고 미화하며 정당화 하였다. 그러나 세습 귀족이 되려 했고 큰 돈을 벌고자 했으며, 자신의 아들을 추기경으로 만들고자 국왕에게 청탁 편지를 보내기도 한 점 등으로 보아 지극히 세속적 열망이 강렬했었던 것을 알 수 있다. 그의 주장과는 달리 세계 구원이라는 숭고한 목적과 세속적 욕망은 공존할 수 없는 법이다.

## 신화와 논란

### 콜럼버스 신화

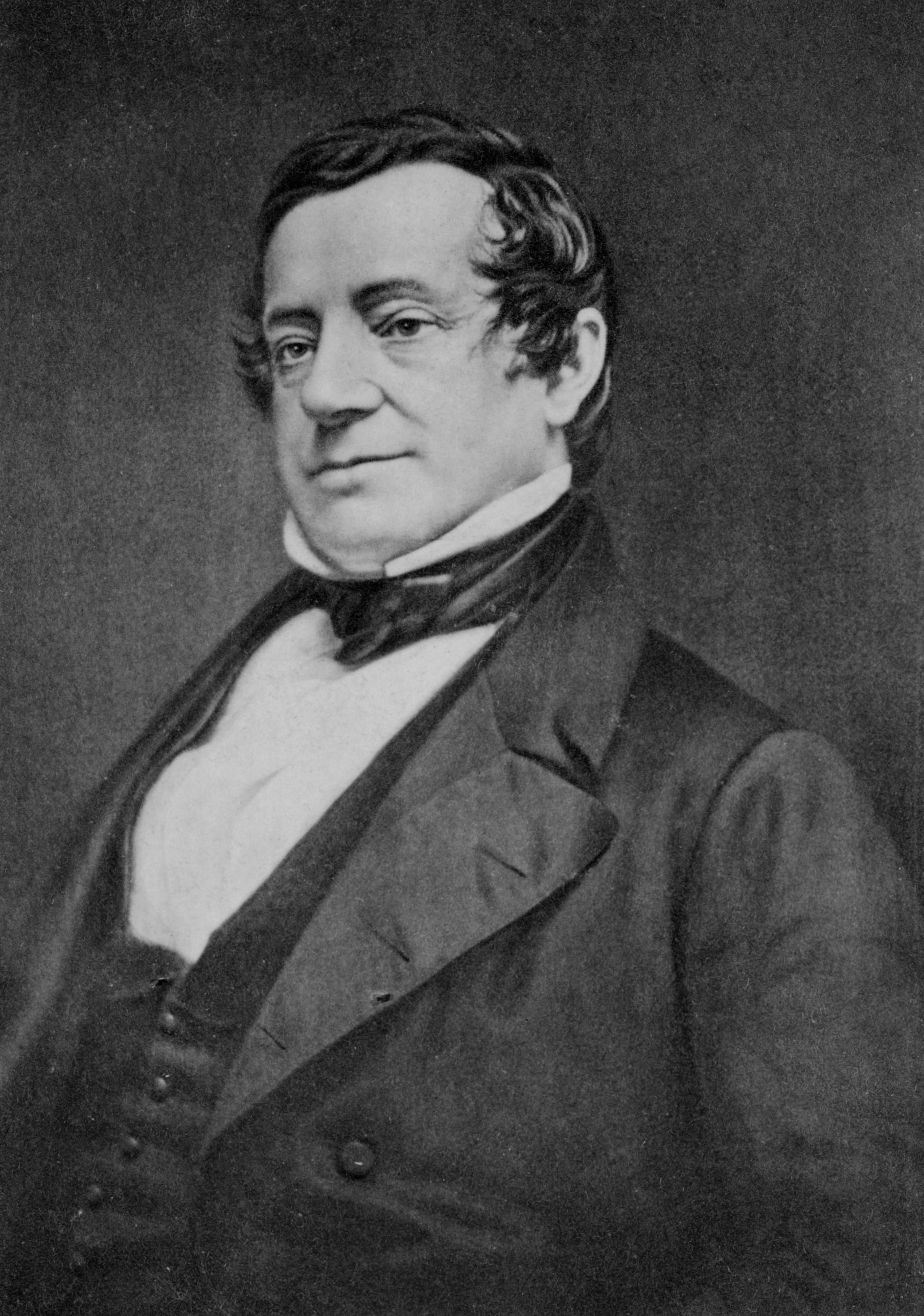
워싱턴 어빙 (1783-1895)

콜럼버스가 지구 구형설의 선구자라는 신화가 있다. 이는 1828년에 미국의 작가 워싱턴 어빙(1783~1859)이 콜럼버스 전기를 쓰며 콜럼버스를 영웅시하는 거짓 신화를 만들어낸 것으로부터 비롯되었다. 워싱턴 어빙이 스페인 주재 미국 대사관에 근무하던 시절에 스페인이 자국의 신대륙 탐험과 정복역사에 대한 자료를 공개하였는데, 워싱턴 어빙은 스페인 기록 보관소에 있는 방대한 자료들을 분석한후 이를 기초로 하여 전기를 썼다. 그러나, 워싱턴 어빙은 콜럼버스의 전기인 《콜럼버스의 생애와 항해》에서, 중세인들은 지구 평면설을 믿었기 때문에 너무 멀리 항해하면 배가 낭떠러지로 떨어진다는 식의 미신적인 사고를 가지고 있었으나, 콜럼버스만은 예외적으로 과학적인 사고를 하며 깨어 있는 선구자이기에 지구 구형설을 주장하였다는 식의 신화를 만들어냈다.
그리고 콜럼버스는 탐험과 항해를 통해서 지구구형설을 증명했다고 추겨세웠다. 그러나 이는 사실과 다르다. 이미 고대 그리스 시대부터 유럽인들은 지구가 구형임을 알고 있었다. 과학적인 연구를 통해 이미 밝혀졌기 때문에 증명해야할 필요가 없었으며 콜럼버스는 지구 구형설의 선구자가 아니었다. 중세인들 중에 지구평면설을 믿는 사람들은 소수였으며, 지식인 계층과 해운업 종사자나 선원들 사이에서는 지구구형설이 상식에 속했다. 그럼에도 불구하고 워싱턴 어빙이 쓴 콜럼버스의 전기는 폭발적인 인기를 얻으며 미국과 유럽에서 베스트셀러가 되었고 그 때문에 콜럼버스가 지구 구형설의 선구자라는 신화와 중세인들은 지구 평면설을 믿었다는 잘못된 역사상식이 널리 퍼지고 말았다.
워싱턴 어빙 이외에도 중세인들이 지구평면설을 신봉했다는 이야기를 유포 시킨 사람들은 많이 있었으나 워싱턴 어빙이 가장 결정적인 역할을 했다. 또한 워싱턴 어빙은 허구를 역사적 사실인듯 조합시키는 작업을 여러 다른 저술에서도 자행했다. 워싱턴 어빙은 말년에 《워싱턴의 생애》를 쓰며 초대 대통령 조지 워싱턴에게 거짓 혈통을 부여한 데다가 거짓 일화를 사실인양 적어놓기도 했다.

### 콜럼버스의 달걀

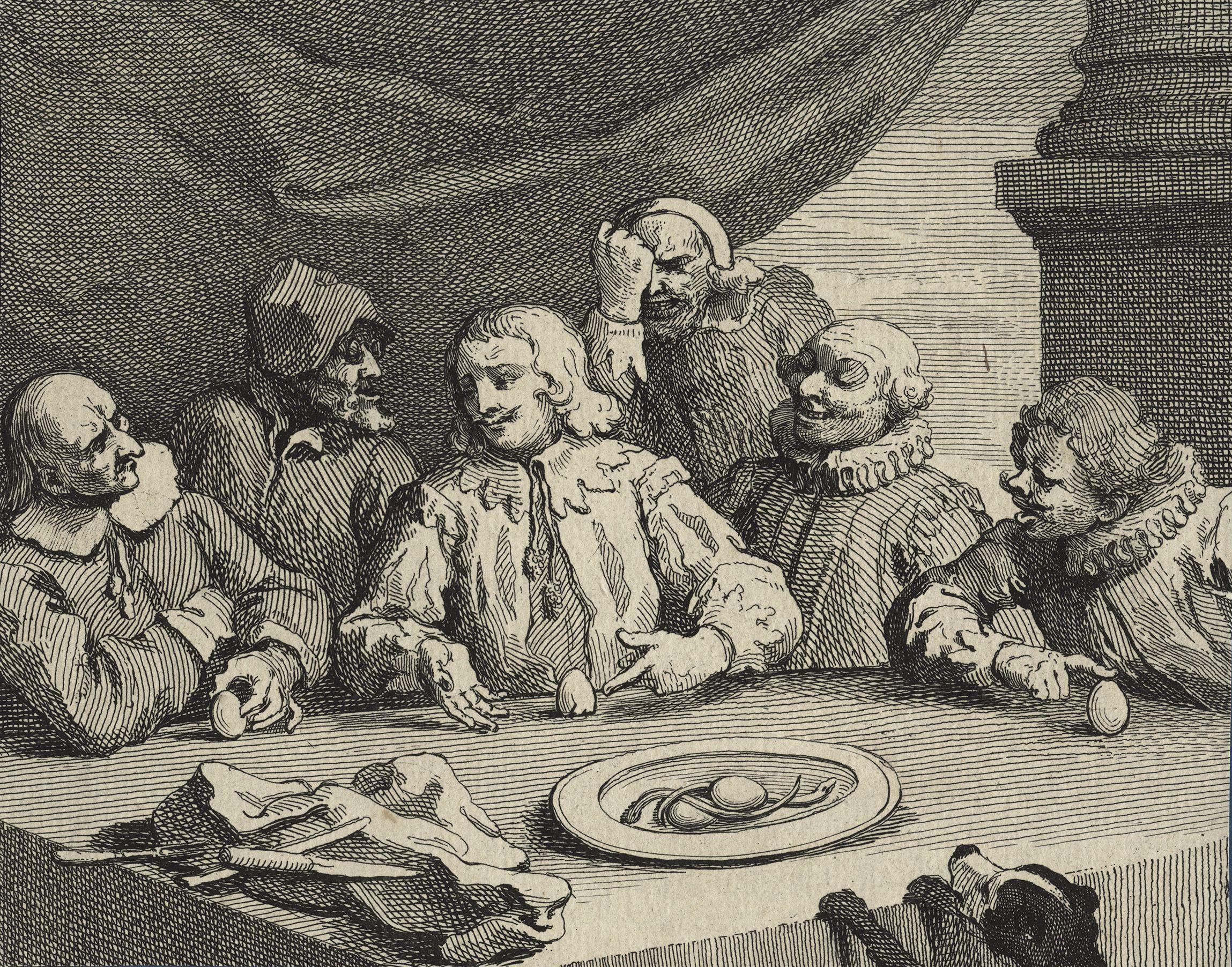
콜럼버스의 달걀

'콜럼버스의 달걀'이란 기존의 갇혀 있는 사고를 뛰어 넘는 발상의 전환의 중요성을 일커를 때 자주 쓰는 서양의 고사성어이다. 막상 방법을 알고보면 단순하고 쉬워 보이지만 쉽게 떠올릴 수 없는 뛰어난 아이디어나 발견을 의미하며, 사소해 보이는 발상의 전환이 세상을 변화시키는 원동력임을 말하고자 할때 자주 인용되는 표현이다. 이 고사성어는 콜럼버스와 관련된 일화에서 발생되었다고 한다. 탐험을 마치고 귀국한 콜럼버스를 위한 축하파티가 성대히 열렸는데, 몇몇 사람들은 그의 업적에 대해 ‘배를 타고 서쪽으로 항해하다 보면 누구나 발견할 수 있는 일’이라며 깎아내렸다. 그러자 콜럼버스는 파티에 있는 사람들에게 달걀을 탁자위에 세워 볼 것을 요구했다.
아무도 달걀을 세우지 못하자, 콜럼버스는 달걀을 살짝 깨뜨려 탁자 위에 세웠다. 그러자 사람들은 이 역시 누구나 할 수 있는 일이라며 비아냥거렸다. 이에 대해서 콜럼버스는 따라하는 것은 쉬운 일이나, 무슨 일이든 처음 하는 것은 결코 쉽지 않은 일이라고 반박했다. 누구도 쉽게 해내지 못하는 상황에서 발상의 전환을 통해 달걀을 깨뜨려서 세운 콜럼버스의 일화는 이탈리아 역사학자 벤조니가 1565년 그의 저서인 《신세계의 역사(History of the New World)》에 소개한뒤 널리 알려지게 되었다고 한다. 그러나 이 일화는 실제 있었던 일은 아닌것으로 보인다. 조르조 바사리가 1550년에 출판한 《미술가 열전》에서 이탈리아 건축가 브루넬레스키의 에피소드라고 이미 소개한적이 있기 때문이다.

### 신대륙 발견
사실 아메리카 대륙을 최초로 발견한 사람은 아니다. 선사 시대에 아시아인들이 이미 베링 해협을 건너 아메리카 대륙에 정착하였고, 9세기에 바이킹들이 아메리카 대륙으로 이주한 적이 있기 때문이다. 그러나 당시에 아메리카 대륙을 전혀 인식하지 못하고 있었던 유럽인들의 세계관을 송두리째 바꿔놓았다는 점은 분명하다.

### 초상화

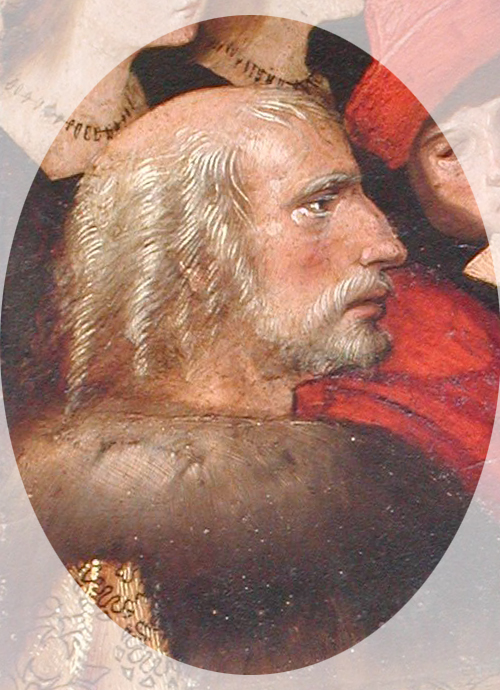
피옴보의 작품

콜럼버스는 살아 생전에 초상화를 그린 적이 단 한번도 없다. 1893년 미국 시카고에서 열린 '세계 컬럼비아 만국 박람회'는 콜럼버스가 아메리카 대륙을 발견한 400주년을 기념하기 위해 열린 세계 만국 박람회였다. 이 박람회에는 71점의 콜럼버스 초상화가 전시되었으나 모두 후대인들이 상상으로 그려진 것 뿐이었다. 라스카사스 신부와 콜럼버스의 둘째 아들 페르난도가 쓴 것을 포함하여 콜럼버스의 외모에 대한 동시대인들의 묘사에 따르면, 콜럼버스는 평균보다 키가 컸으며, 피부는 햇볕에 그을렸으나 밝은 편이고, 푸른색 또는 헤이즐 색의 눈, 높은 광대뼈와 주근깨가 있는 얼굴, 매부리코, 그리고 금발에서 불그스름한 머리와 수염을 가지고 있었다고 한다.
콜럼버스의 초상화 중에 가장 널리 알려진 작품은 세바스티아노 델 피옴보(Sebastiano del Piombo)가 그린 것으로, 여러 교과서에 실리며 유명해진 것이다. 이 초상화에서는 갈색 머리에 키가 큰 남자로 그려졌는데, 이는 콜럼버스에 대한 묘사와 일치하지만, 그려진 시기가 1519년인 것으로 보아 콜럼버스가 생존해 있을 당시에 그려진 것이 아님을 알 수 있다.

## 유산

### 콜럼버스의 교환

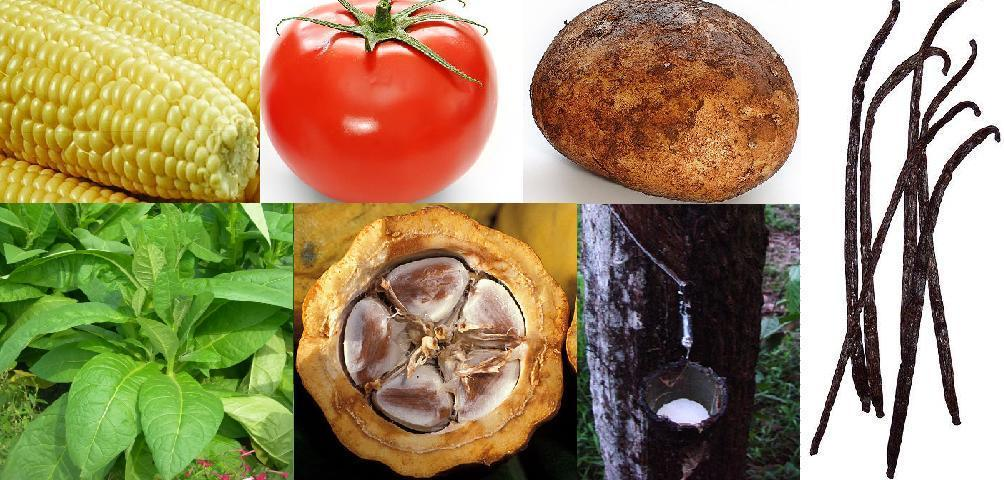
신대륙에서 전래된 대표적인 작물들

신대륙 발견이후 신구대륙 사이에서 교류가 활발해지며 동식물, 사람, 문화, 질병, 기술, 종교, 사상 등 광범위한 상호 이동과 이에 따른 생태학적 변화가 발생하였다. '콜럼버스의 교환' 이란 용어는 1960년대 후반 앨프레드 W 크로스비가 ‘콜럼버스가 바꾼 세계’라는 책에서 처음으로 사용했으며, 환경사적으로 '콜럼버스의 교환'은 비등가 교환이다. 구대륙의 생물은 신대륙에서 생태계를 지배하며 크게 번창한 것에 반해, 신대륙의 생물은 구대륙에서 극소수만이 자리 잡았다. 아메리카에서 유럽으로 들여온 것들의 예로는 칠면조, 호박, 파인애플, 카카오, 콩, 바닐라, 옥수수, 토마토, 감자, 땅콩, 카사바, 피망, 고구마, 담배, 고추 등이 있고, 유럽에서 아메리카로 들여온 것은 소, 양, 돼지, 말, 쌀, 밀,  사탕수수, 포도, 커피, 양파, 올리브, 복숭아, 배, 꿀벌, 바나나 등이 있다.

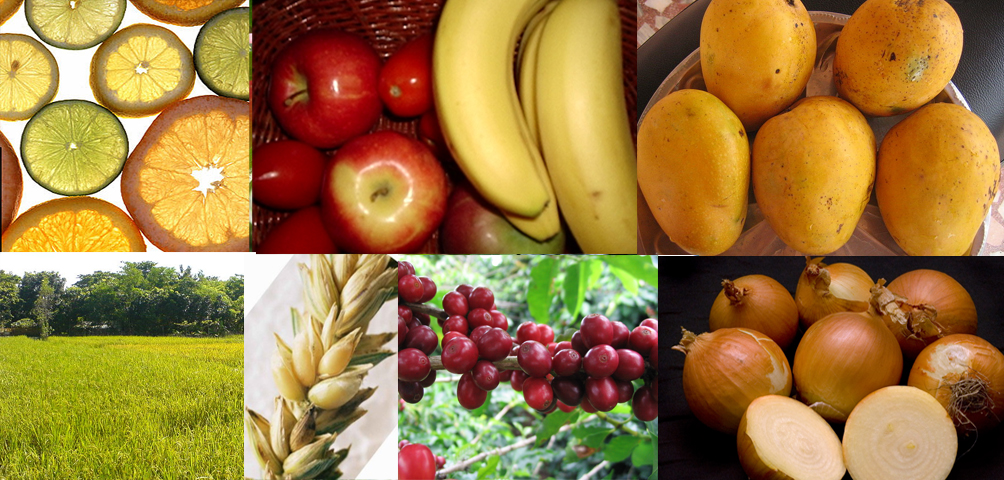
신대륙으로 전래된 대표적인 작물들

감자, 옥수수, 카사바, 고구마는 기존의 주식이었던 밀이나 쌀보다 칼로리와 영양적인 면에서 우수하여 세계적으로도 매우 중요한 식량원이 되었고 이전보다 다양하고 풍부한 식량생산이 가능하게 만들었다. 특히 감자는 18~19세기 사이에 아프리카-유라시아 인구의 25%가 증가하는 데 기여하면서 중요한 주식이 되었는데,가뭄에 강하고 한랭한 지역이나 고산지대에서도 재배가 용이하며 전란에 피해가 적은 장점이 있다. 옥수수와 카사바는 점차 수수와 기장을 대체하여 아프리카와 아시아에 중요한 식량 작물이 되었다. 이 작물들은 인류를 기아의 공포에서 빠져 나올 수 있도록 해주었다.
농작물, 가축 등은 의도적 교환이 이루어졌으나, 의도하지 않게 감염병도 이동하였다. 전염성이 강한 질병은 야생 동물을 가축화시킴으로 인해 사람에게 전래된 미생물로 기인하는 편인데, 아메리카 대륙에는 소, 양, 말, 돼지 등이 없음으로 생태학적 다양성이 떨어졌기 때문에 생물학적으로 취약하여 천연두 등에 대한 면역력이 없었고, 이로 인해 급격한 인구 감소를 초래하는 재앙이 벌어지기도 했다. 유럽과 아시아에서는 신대륙의 풍토병으로 추정되는 매독으로 인해  큰 고통을 겪기도 했다.
신대륙은 구대륙인들에 의해 식민지화가 진행되며 학살이 발생하여 원주민이 거의 몰락하기도 했다. 또한 유럽인들에 의해 자행된 약탈과 흑인노예무역, 삼각무역으로 구대륙은 큰 부를 축적하였다. 신대륙에서 생산되고 약탈된 은은 전세계로 유통되어 기축통화로 사용될 정도로 많았으나, 이로 인해 포르투갈과 스페인의 인플레이션이 발생하고 상공업의 발전을 저해했다. 또한 은을 실어나르는 선박을 대상으로 약탈을 하는 해적들이 카리브해를 거점으로 활동하기도 했다.

### 콜럼버스의 날
콜럼버스가 처음으로 신대륙에 상륙한 것을 기념하는 날이다. 아메리카 대륙의 많은 국가들이 10월 12일을 기념일로서 지키고 있으며, 미국은 1937년 이래 매년 10월의 두 번째 월요일을 국경일이자 연방 공휴일로 지정해 기념행사를 해오고 있었다. 하지만 콜럼버스가 아메리카 식민지를 통치하며 원주민을 노예로 삼고, 고문과 학살 등 잔혹 행위를 일삼은 사실이 역사적 고증으로 밝혀지면서, '콜럼버스 데이'에 반대하는 운동이 20세기 후반부터 미국과 아메리카 대륙에서 벌어졌다.

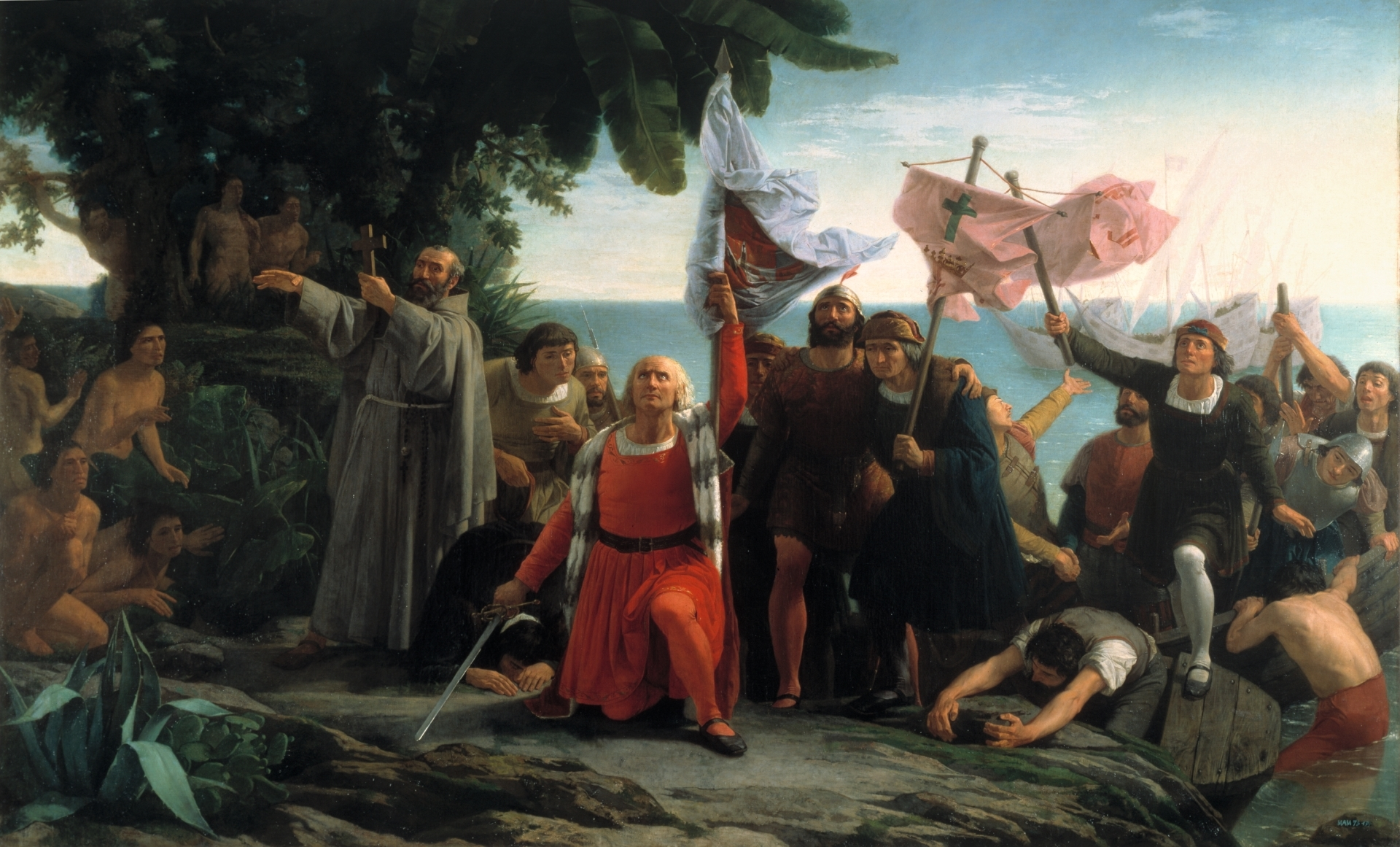
산살바드로에 상륙한 콜럼버스

최근 몇년 사이 미국의 캘리포니아, 하와이, 시카고, 신시내티, 뉴욕 등 여러 주(州)와 도시가 콜럼버스 데이를 '원주민의 날'로 바꿨다. 2021년 10월 11일에는 조 바이든 대통령이 이날은 '원주민의 날'로 선포하였다. 또한 베네수엘라를 비롯한 일부 중앙아메리카 국가들에서도 콜럼버스는 인류 역사상 가장 큰 학살을 촉발한 침략자이지 존경할 만한 대상이 아니기 때문에 이 날을 '원주민 저항의 날'로 바꾸자는 움직임이 일고 있다.

### 서인도 제도

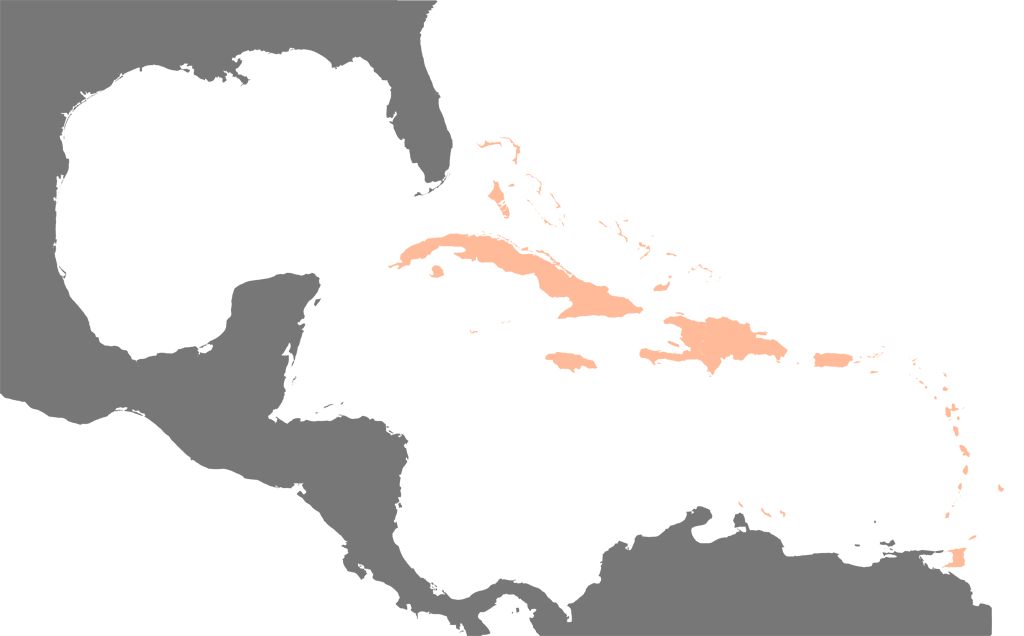
서인도 제도 (West Indies)

남북 아메리카 대륙 사이에 있는 카리브 해에는 약 1,200여 개의 섬들이 있는데, 이곳은 서인도 제도(West Indies)라고 불린다. 이름의 유래는 1492년 콜럼버스가 산살바도르섬에 상륙했을 때 이 곳을 인도로 오인한 데서 비롯되었다. 대앤틸리스 제도, 소앤틸리스 제도, 바하마 제도 등 3개의 섬무리로 구성되어 있으며, 미국 플로리다반도의 남단에서 시작되어 멕시코 유카탄반도의 동단을 거쳐서 베네수엘라 북서부 연안까지 뻗어 있고, 180개의 섬에 사람이 살고 있다.
콜럼버스가 에스파뇰라섬에 식민지를 건설한 이래 16세기 중반까지 스페인이 중요한 섬들을 차지했으나, 그 뒤로 유럽의 여러국가들이 영토 차지를 위해 충돌하였고 17세기부터는 버커니어라고 불리우던 해적들의 주요 활동무대가 되기도 했다. 현재는 쿠바, 아이티, 도미니카, 자메이카, 트리니다드 토바고, 바베이도스, 바하마 등 7개의 독립국이 있고, 나머지는 영국, 미국, 프랑스, 네덜란드 4개국의 식민지로 되어 있다. 식민지 시대부터 사탕수수와 담배 재배가 성행했으며 그 밖에 카카오, 커피, 목화, 향료 등이 재배되고 있다.

### 아메리카
아메리카(America)라는 지명은 이탈리아 피렌체 출신의 아메리고 베스푸치의 이름에서 유래되었다는 설이 있다. 아메리고는 1497년에서 1504년까지 3차례에 걸쳐 신대륙을 탐험하여 현재의 브라질을 지나 남미 지역까지 살펴본 것으로 알려져 있다. 탐험후 그는 콜럼버스와는 달리 이곳이 '신대륙' 일 수 있다고 판단했고, 《신대륙(Mundus Novus)》이라는 지리서를 1503년에 출판하여 이런 사실을 알렸다. 또한 1505년경에 발간한 서한집에서도 이런 주장을 거듭 했다.
독일의 지도 제작자였던 발트제뮐러는 1507년에 《세계지리 입문(Cosmographiae Introductio)》를 출판하며 아직 탐사가 제대로 이루어지지 않았던 신대륙의 명칭을 '아메리카'라고 기재하여 지도를 인쇄하였다. 신대륙임을 처음으로 밝혀낸 아메리고 베스푸치를 기념하기 위한 것이었다. 발트제뮐러는 '아메리카'를 남미대륙에만 국한해서 사용했으나 메르카토르는 1538년에 발간한 《세계전도》에서 북미와 남미 모두를 지칭하여 '아메리카'로 표기했다. 이후 이것이 굳어져 아메리카라고 불리게 되었다.
멕시코를 포함한 중남미 대부분의 나라에서 스페인어를 공용어로 사용한다. 300여년간 스페인의 식민지배를 받은 영향 때문이다. 포르투갈의 식민지배를 받은 브라질은 포르투갈어를 사용하고 그 밖에 수리남과 쿠라사오 섬은 네덜란드어, 가이아나(Guyana)와 자메이카 등에서는 영어, 프랑스령 기아나와 아이티에서는 프랑스어를 공용어로 사용하고 있다. 스페인과 포르투갈의 영향을 받은 이들 중남미 국가들은 카톨릭 분포가 넓고 미국과 캐나다는 영국 청교도의 영향으로 개신교 분포가 높다.

### 탐험과 식민 정복

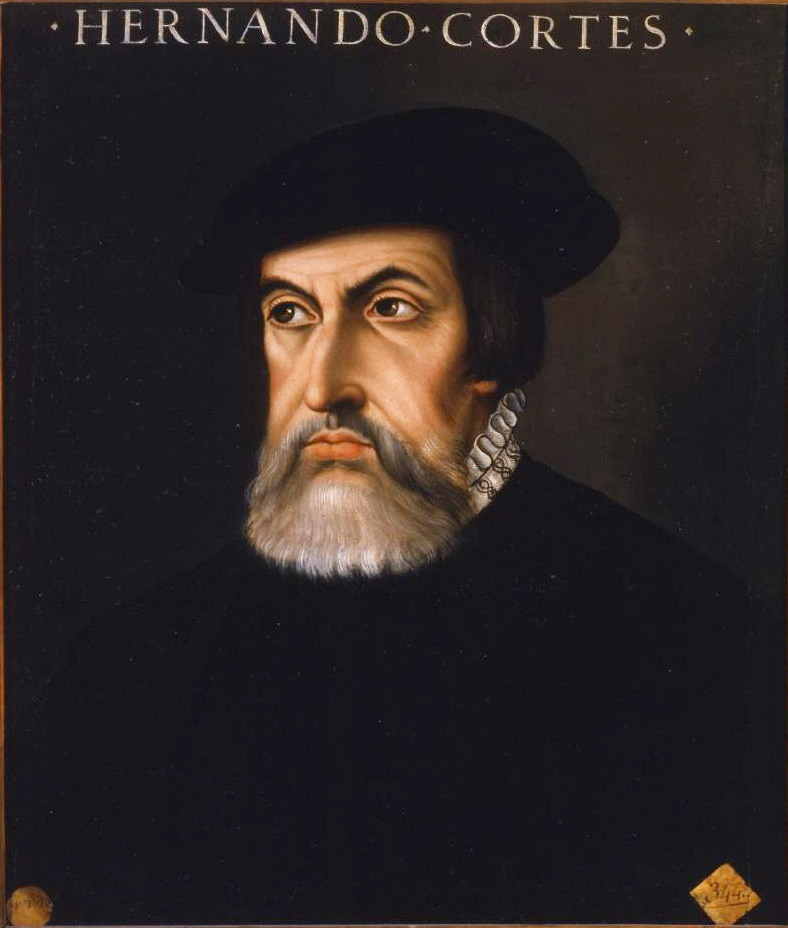
에르난 코르테스

아메리카 대륙이 발견된 이후, 스페인은 새로운 대륙에 대해 탐험과 개척기를 거친 후 정복의 시대로 전환하였다. 스페인 왕실은 식민지 개척을 귀족이나 부르조아들에게 일임했다. 20%의 수익을 왕실에 상납하는 조건이었는데, 이는 레콩키스타를 이룬 초기라 왕실 재정이 부족했기 때문이었다. 또한 식민지 개척사업에는 무어인, 유태인들을 배제하고 타국인들의 이민도 불허하였다. 많은 스페인 모험가들이 중남미 대륙으로 모험과 정복전쟁을 통해서 부와 명예를 얻기 위해 떠났다.
1521년에 아즈텍을 정복한 코르테스, 1533년에 잉카를 멸망시킨  피사로가 대표적인 식민지 정복자들 이었다. 이들 정복자들은 원주민 보호를 위해 만들어진 엔코미엔다 제도를 악용하여 원주민들을 노예화하며 인권을 말살하고 노동 착취를 일삼았다. 탁스코(1529년), 파추카(1534년), 포토시(1545년), 사카테카스(1546년), 과나후아토(1548년) 등에서 대규모 은광이 발견되면서 강제로 동원된 원주민들은 실로 열악한 환경하에서 중노동에 시달렸다.
카톨릭 전파를 명분으로 내세웠던 이들 탐욕스런 정복자들은 원주민들을 잔혹하게 고문하고 살해하기도 했다. 16세기 초에 약 7천만명이었던 원주민들은 50년만에 10분의 1로 줄어들었다. 사망 원인으로는 천연두를 비롯한 유럽의 질병에 의한 것도 있었지만 가혹한 노동과 정복자들에 의한 야만적인 온갖 만행에 있었다. '가톨릭'이라는 미명하에 저질러진 야만스런 정복행위는 귀국한 카톨릭 사제들에 의해 유럽에 알려지며 비난이 쏟아지기도 했다. 스페인의 중남미 식민 지배는 300여년간 이어지다가 19세기 초에 종료되었다. 나폴레옹 1세가 이베리아 반도 침공 후, 스페인의 남미 대륙 관리가 느슨해진 틈을 타고 독립투쟁이 벌어져 중남미 대부분의 지역들이 식민지에서 해방되었다.

### 노예 무역

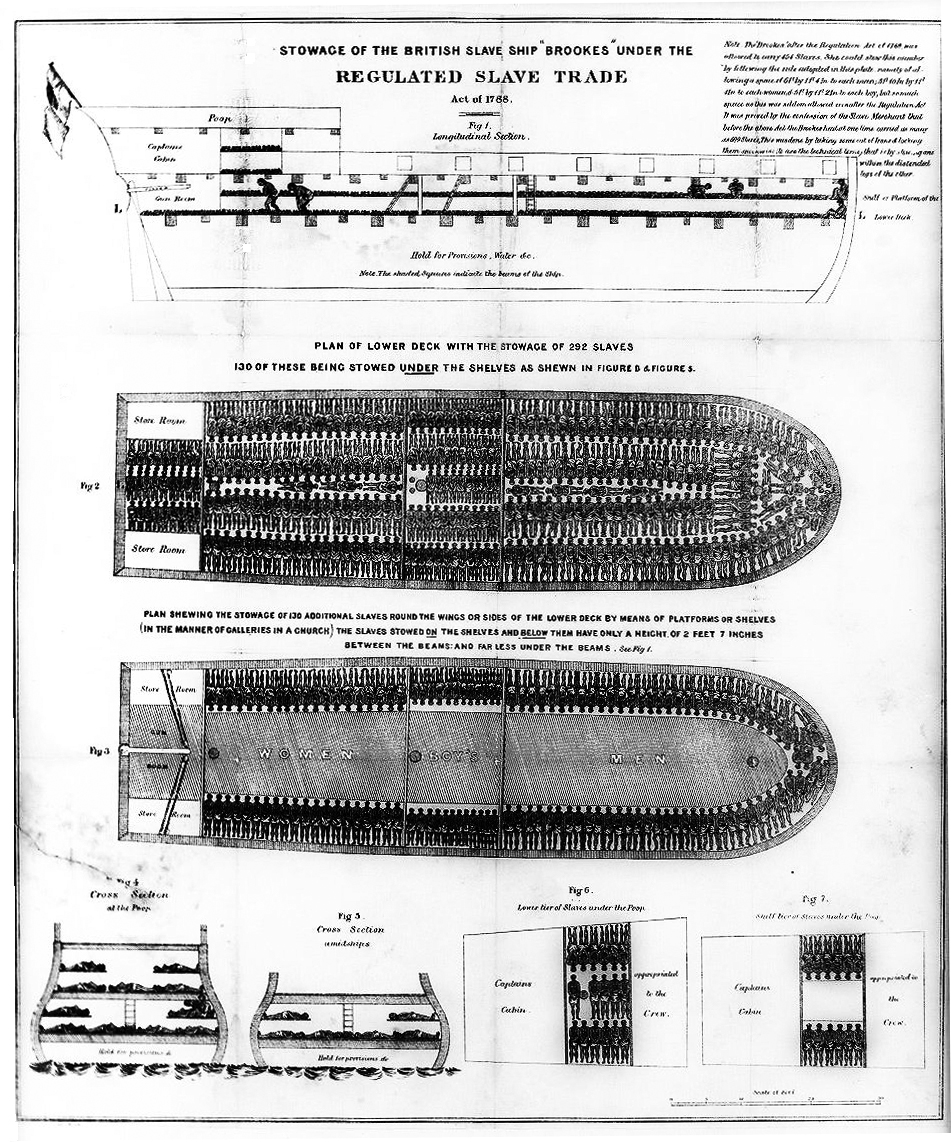
노예 무역선의 내부

포르투갈 엔히크가 15세기 중반에 아프리카 흑인 노예를 수입하여 아조레스와 마데이라 제도의 밀과 사탕수수 재배에 투입하면서 흑인 노예무역이 본격화 되었다. 교황 니콜라오 5세는 노예들을 개종시켜 영혼을 구원 시킬 수 있다고 보았기에 노예무역을 용인했다. 한편, 스페인 식민정복자들이 원주민(인디오)에게 자행한 만행이 라스카사스 신부에 의해 스페인 사회에 알려지자 국왕 카를로스 1세는 아메리카 대륙의 식민통치의 신학적 정당성을 확보하기 위한 바야돌리드 토론회를 1550년에 개최하였다. 토론 결과 원주민을 보호하되 부족한 노동력은 아프리카 흑인 노예로 보충하기로 했다. 스페인은 본격적으로 흑인노예를 수입하여 은광개발, 담배와 사탕수수 재배에 투입하였고, 여타 유럽국가들도 노예무역을 통한 삼각무역에 점차 뛰어들기 시작했다. 유럽에 큰 부를 안겨다 준 노예무역은 19세기 초까지 이어졌다.

### 엔코미엔다
스페인은 자국 출신의 식민통치자에게 원주민 보호를 조건으로 하여 식민지의 토지와 원주민에 대한 통치권 일체를 위탁하는 엔코미엔다(스페인어: Encomienda)제도를 실시했다. 1503년에 제정된 이 제도의 목적은 아메리칸 인디언의 지위를 규정하여 신대륙 발견직후에 행해진 강제 노역의 악습을 줄이려는 것에 있었다. 그러나 실제로는 인디언을 노예화하는 제도로 악용되었다. 원주민들을 해적이나 적대관계에 있는 부족으로 보호하는 대신에 그들에게 조공과 노동을 요구할 수 있었기 때문에 원주민들은 이 제도로 인해 노예로 전락하고 말았던 것이다.
스페인 정복자들은 원주민을 보호하고 개종시킨후 종교적으로 교육시킬 의무가 있었다. 그러나 이는 종교적 교화를 통한 영혼의 구제와 보호라는 명분을 제공했을뿐이었고, 실질적으로 이 제도는 노동력 착취를 위한 노예제의 또 다른 형태였다. 스페인 군주나 교회는 이 제도를 크게 반기지는 않았는데, 봉건적 구조로 발전하여 세습이 이루어지는 것을 꺼렸으며, 가혹한 노동착취가 가톨릭 윤리에 어긋났기 때문이다. 그러나 식민 통치 기간 내내 이 제도는 지속되었으며, 18세기 이후에 대토지 소유 제도인 아시엔다가 나타나면서 점차 소멸되었다.

### 매독
주로 성접촉을 통해서 전염되는 매독(梅毒)은 역사적인 기원이 모호하여 여러설이 존재하지만 아메리카 대륙의 풍토병이라는 설이 유력하다. 콜럼버스가 아메리카 탐험을 마치고 돌아온 직후인 15세기말에 이 질병에 대한 기록들이 유럽 문헌에 많이 나타난 것을 그 근거로 보고 있다. 또한 콜럼버스 탐험 이전의 아메리카 인디언의 유골에서 트레포네마증의 증거가 발견된 것으로 미루어 신대륙 기원설이 널리 지지를 받고 있다.
콜럼버스가 1차항해를 마치고 1493년 3월에 귀국한 이후, 선원들에 의해 매독(梅毒)이 스페인, 프랑스, 이탈리아 등으로 전파되었다고 한다. 또한 프랑스의 샤를 8세가 이탈리아 전쟁을 일으킨 1494년 이후에 매독은 용병들에 의해 유럽 전지역으로 퍼져나갔다. 프랑스군이 1495년에 이탈리아의 나폴리를 점령하였는데, 이때부터 나폴리에서 매독이 유행했고 프랑스 군이 귀국한후 프랑스에서도 매독이 많이 유행하였다는 기록들이 있다.
매독이 크게 유행하자 이탈리아와 독일에서는 '프랑스병'이라고 했다. 샤를 8세의 프랑스 군대와 함께 온 매춘부들에 의해 병이 퍼졌다고 보았기 때문이다. 이와 반대로 프랑스에서는 '이탈리아 병'이라 했으며, 러시아에서는 '폴란드 병', 당시 스페인의 식민지였던 네덜란드에서는 '스페인 병', 터키에서는 '기독교 병'이라 부르며 서로 상대국가를 비난하였다.
1498년에 바스코 다가마가 동방항로를 개척하며 인도에 매독이 전래되었다. 이 지역에서 무역활동을 하던 중국인들에 의해 1505년에 중국 광동 지역에 매독이 크게 유행하며 ‘광동창(廣東瘡)’이란 이름으로 불렸다. 1512년 일본에서 첫 환자가 발생했으며 비슷한 시기에 조선에도 매독이 유행했다. 1495년 나폴리에서 집단 발병한 이래 채 20년이 안되는 짧은 시간 내에 지구 반대편까지 매독이 급속히 전파되었던 것이다.

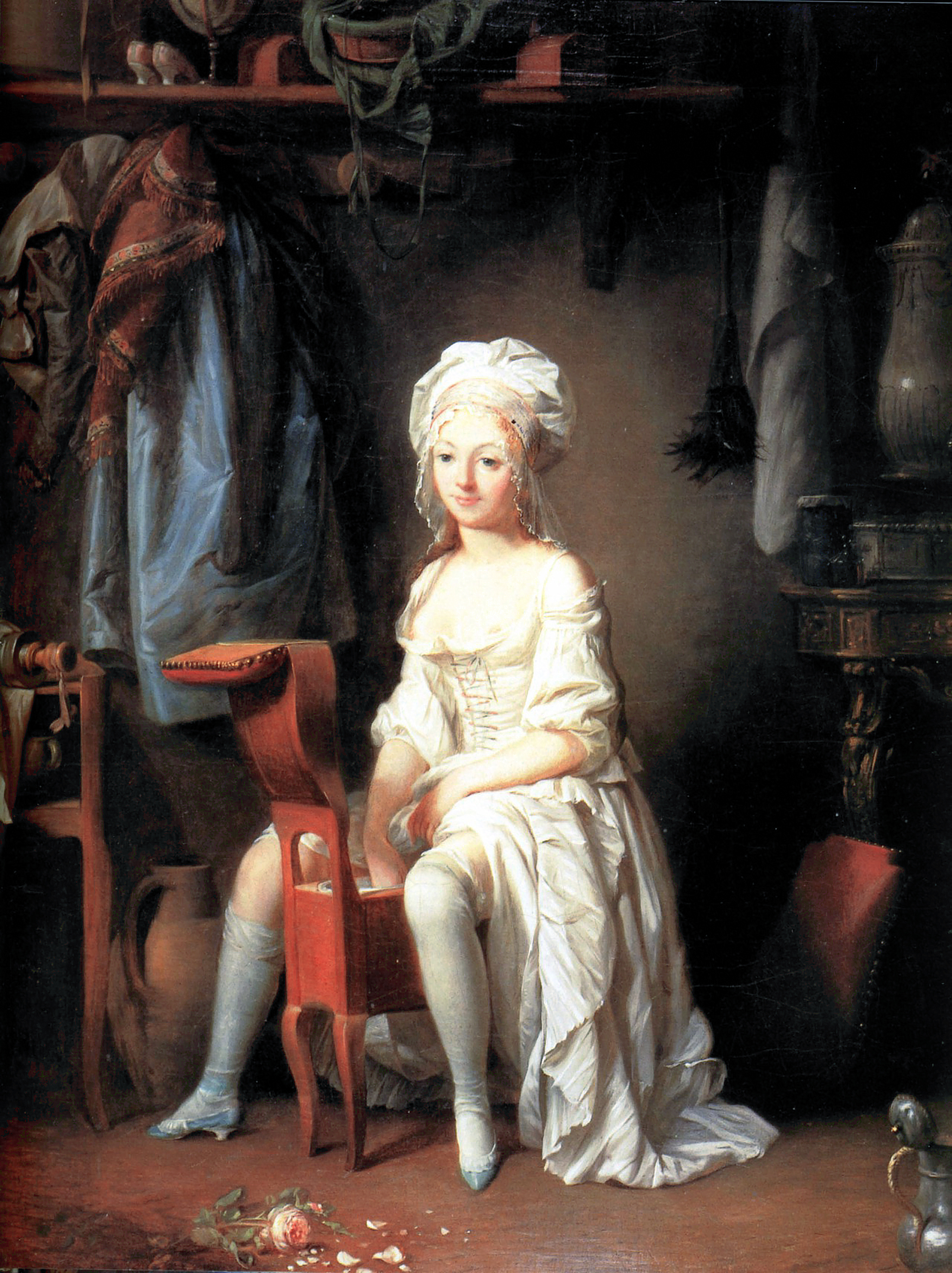
비데 사용하는 여인

현대의학으로는 조기 발견시 항생제 1회 처방만으로 완치되는 질병이지만, 당시에는 적절한 치료법이 없었고, 수은으로 치료를 하기는 했으나 부작용이 심했다. 매독으로 인해 많은 이들이 고생하였고 사망에 이르기도 했다. 체사레 보르자도 매독으로 고생했으며, 사망 당시의 기록으로 볼때 영국의 헨리 8세, 로렌초 2세 데 메디치, 동성연애자였던 교황 율리오 2세 등도 사인이 매독(syphilis)인 것으로 추정하고 있다. 그 밖에도 니체, 슈베르트, 마네, 고갱, 모파상 등이 있다.
프랑스에 매독(梅毒)이 유행하자 17세기경부터, 성관계 전후에 비데(Bidet)를 사용하는 관습이 생겨났다. 도자기 용기 위에 걸터앉아 국부(局部)를 세척하는 원시적인 형태의 비데(Bidet)가 사용되었는데 이것이 오늘날 비데의 기원되었다. 매독의 부작용으로 발생한 탈모와 손상된 용모를 최대한 가리기 위해서 귀족들이 가발을 쓰기 시작했다. 가발문화는 프랑스 대혁명(1789)으로 귀족계급이 몰락하자 쇠퇴했으나 영국에는 오늘날까지 법관들이 가발을 착용하고 재판을 하는 관습이 남아있다. 매독으로 인해 공중목욕탕이 폐쇄되며 유렵에 목욕을 기피하는 문화가 형성되었다. 목욕을 하지 않아 몸에서 발생하는 악취를 감추기 위해서 향수를 적극적으로 사용하게 되었고 향수산업이 발달하기도 했다.

## 같이 보기
- 콜럼버스의 교환
- 교황 알렉산더 6세
- 토르데시아스 조약
- 주앙 2세, 이사벨 1세